# Anthopleura nigrescens
Anthopleura nigrescens är en havsanemonart som först beskrevs av Addison Emery Verrill 1928.  Anthopleura nigrescens ingår i släktet Anthopleura och familjen Actiniidae. Inga underarter finns listade i Catalogue of Life.